# Doudlebové

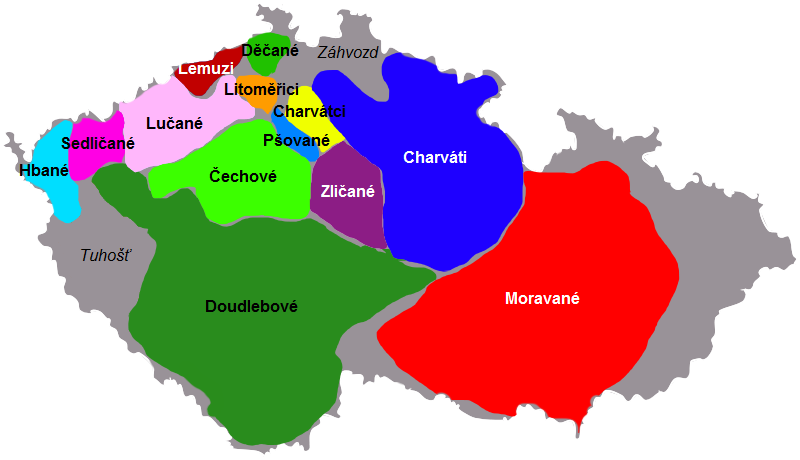
Doudlebové na mapě s ostatními kmeny v hranicích moderní České republiky

Doudlebové nebo Doudlebi (případně Dúdlebi, Dúdlebové, nebo Dulěbové) byli kmen (kmenová teorie je ovšem zpochybňována) případně více kmenů stejného jména nejistého původu, který v raném středověku sídlil v jižních Čechách, Korutanech, Panonii a na ukrajinské Volyni.
V jižních Čechách se Doudlebové spolu s Boletici a Netolici měli stát základem slovanského osídlení a předpokladem pro vznik českého státu.

## Etnogeneze
S ohledem na minimum historických pramenů nelze určit přesnou souvislost mezi jednotlivými slovanskými etniky, které byly jako Doudlebi označovány. Slovanský kmen jménem Doudlebi zmiňuje jak první ruská kronika Pověst dávných let, tak i byzantský císař Konstantin VII. Porphyrogennetos nebo arabský geograf Al-Mas'údí. Podle středověkých pramenů bylo centrem východních Doudlebů dnešní území Volyně při řece Buh, přičemž měli hrát ústřední roli ve slovanské kmenové konfederaci před jejím rozpadem pod náporem turkických kmenů. Podle jedné z mnoha hypotéz, které v současné době nelze potvrdit ani vyloučit, došlo následně k rozptýlení etnika Doudlebů – jedni zůstali na Volyni a další se vydali na jih a nakonec se usídlili v Panonii. 
Po znovusjednocení slovanských kmenů pod vládou severských nájezdníků o několik století později se v roce 907 měli právě volyňští Doudlebové spolu s dalšími tamními kmeny podílet na prvním Olegově obléhání Konstantinopole.

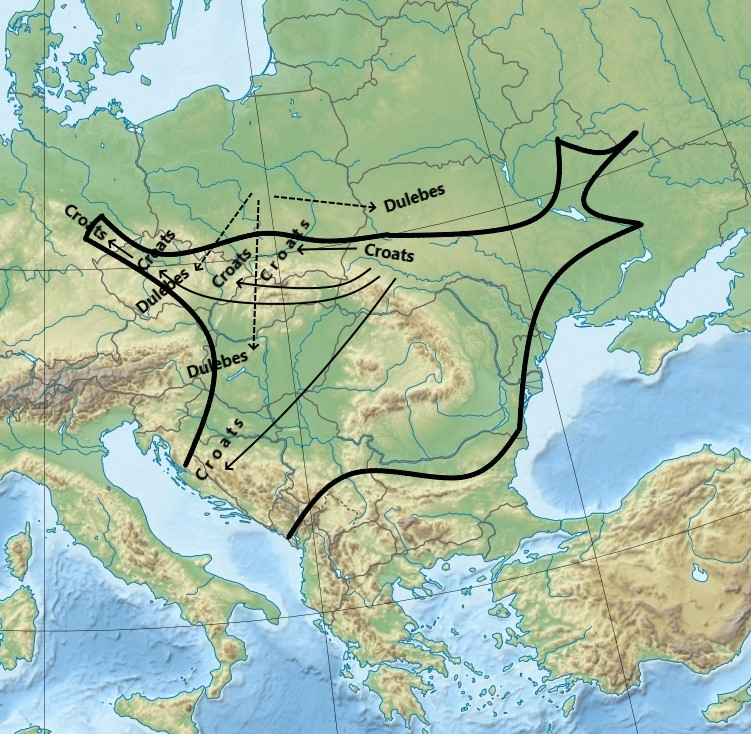
Rozšíření doudlebských a charvátských kmenů v raném středověku (podle ruského historika Valentina V. Sedova). Jsou patrna tři doudlebská území: na Volyni, v Dolní Panonii (Blatenské knížectví), a v Povltaví.

### Osídlení jižních Čech
V Panonii měli Doudlebi sídlící v okolí Dunaje těžce trpět pod nadvládou Avarů, kteří své slovanské poddané dlouhodobě zotročovali. Podle soudobých pramenů nutili Slovany neustále bojovat ve válkách proti svým sousedům a ženy brutálně znásilňovali. V Pověsti dávných let je zmíněn případ, kdy jeden avarský válečník, který přišel o koně, nechal zapřáhnout čtyři doudlebské ženy, které pak musely táhnout jeho vůz jako dobytek.
S ohledem na dlouhodobé vykořisťování Avary dochází od 6. století k přesunu slovanských kmenů z Panonie. Právě západoslovanští Doudlebové bývají spolu s Boletici a Netolici považování za jeden ze tří hypotetických kmenů, které se od 6. a zvláště 7. století podílely na osidlování jižních Čech a Šumavy během tzv. druhé vlny slovanského osidlování Čech. Ty se posléze spolu s kmeny Litoměřiců a Děčanů na severu a s Domažlici na západě podíleli pod vedením Čechů na sjednocení a utváření české národnosti a českého státu Přemyslovců.
Tradičně se uvádí, že se střediskem těchto Doudlebů, jakožto prapředků Jihočechů, staly na přelomu 8. a 9. století Doudleby. Středověké středisko je však v místě dnešních Doudleb prokázáno až od 10. století v době přemyslovské kolonizace.

## Důkazy o existenci
Za důkazy potvrzující existenci Doudlebů například oproti hypotetickým Boleticům a Netolicům jsou vedle soudobých historických pramenů považovány i velmi četná toponyma nejenom v Čechách, ale i ve Slovinsku a na Ukrajině. Přesto však existují teorie, které právě na základě těchto toponym existenci Doudlebů jako kmene nebo etnika vylučují a spojují pojem Doudlebi s jiným významem, než s významem etnika.